# Lansingburgh, New York

Lansingburgh este situat în secțiune nordică a orașului Troy, din statul New York.

Lansingburgh a fost inițial un sat situat în partea de nord a localității Troy din statul New York. A fost constituit din diverse loturi de pământ și încorporat în 1771 de către Abraham Jacob Lansing, care a cumpărat acele proprietăți imobiliare în anul 1763. În 1900, Lansingburgh a devenit parte a localității Troy (denumire oficială, City of Troy)
.

## Oameni notabili
- Chester A. Arthur (1829–1886) a fost cel de-douăzeci și unulea președinte al Statelor Unite ale Americii pentru un singur mandat incomplet (1881 - 1885). Născut în Fairfield, Vermont, Arthur, fost membru al Partidului Republican, a locuit o parte a tinereții sale Lansingburgh.
- Herman Melville, autorul romanului Moby-Dick, a scris primele sale două romane în Lansingburgh.  Scriitorul a locuit în casa cunoscută sub numele de Casa Herman Melville între 1838 și 1847, clădire ce este azi sediul Societății istorice din Lansingburgh (în original, Lansingburgh Historical Society).
- Autoarea de cărți pentru copii, Mary Louise Peebles, (1833–1915) s-a născut, a crescut și a decedat în Lansingburgh.[4]